# Čavisov
Čavisov là một làng thuộc huyện Ostrava-město, vùng Moravskoslezský, Cộng hòa Séc.